# Hervé Cristiani
(Olivier Kaefer)
Hervé Cristiani (Neuilly-sur-Seine, 8 novembre 1947 – Parigi, 16 luglio 2014) è stato un cantautore e chitarrista francese, che fu in attività a partire dalla fine dagli anni sessanta del XX secolo e sulla scena discografica a partire dalla metà degli anni settanta. Fu, tra l'altro, autore ed interprete di numerose canzoni per bambini..
Nel corso della sua carriera, pubblicò una decina di album, il primo dei quali fu Au pays de Mélodie del 1975. Il suo singolo di maggiore successo fu Il est libre Max del 1981.
Collaborò con artisti quali Dick Annegarn (con il quale formò anche un duo), Francis Cabrel, Marcel Dadi, Bill Deraime, Jacques Higelin e Maxime Le Forestier.
Fu particolarmente popolare in Bretagna.

## Biografia

### Malattia e morte
Nel 2013 rese noto pubblicamente su un social network di soffrire di un tumore alle corde vocali. Morì in un ospedale di Parigi nella notte tra il 15 e il 16 luglio 2014 all'età di 66 anni.

## Discografia

### Album
- 1975 : Au pays de Mélodie
- 1976 : Campanules
- 1979 : Récréation
- 1981 : Il est libre Max
- 1983 : 5
- 1989 : La Multiplicato
- 1990 : Antinoüs
- 1998 : J'apprends à lire en chantant
- 2001 : Bébé chante
- 2008 : Paix à nos os

## Programmi televisivi
- Petit Conservatoire de Mireille

## Premi & riconoscimenti
- 1989: Gran premio della SACEM[4]